# Oxalis fibrosa
Oxalis fibrosa är en harsyreväxtart som beskrevs av F. Bolus. Oxalis fibrosa ingår i släktet oxalisar, och familjen harsyreväxter. Inga underarter finns listade i Catalogue of Life.